# سوپر جام فوتبال بوسنی و هرزگوین
 سوپر جام فوتبال بوسنی و هرزگوین  
(به بوسنیایی: Super kup NS Bosne i Hercegovine) مسابقه‌ای که سالانه مابین قهرمان لیگ برتر فوتبال بوسنی و هرزگوین و قهرمان جام حذفی فوتبال بوسنی و هرزگوین برگزار میشده است.
این مسابقه فقط در دو سال ۱۹۹۷ و ۲۰۰۰ انجام شده است.